# Metamorfoza (album)
Metamorfoza је treći studijski album Alekse Jelića koji је objavljen 2019. godine za PGP-RTS.